# Chroantha ornatula
Chroantha ornatula ist eine Wanzenart aus der Familie der Baumwanzen (Pentatomidae).

## Merkmale
Die Wanzen werden 11 bis 12,5 Millimeter lang. Die Grundfarbe variiert zwischen grün und braun. Sie besitzen drei helle Flecke an der Schildchenbasis sowie zwei kleinere helle Flecke im vorderen Bereich des Halsschildes. Das Corium ist hell punktiert. Die Membran ist transparent.

## Verbreitung
Die Art kommt in der westlichen Paläarktis vor. Sie ist im gesamten Mittelmeerraum  vertreten (holomediterran). Sie kommt auf der Iberischen Halbinsel, in Nordafrika, auf den Kanarischen Inseln, in Südfrankreich, Italien, Griechenland, in der Schwarzmeerregion, im Kaukasus im Nahen und im Mittleren Osten sowie in Zentralasien vor.

## Lebensweise
Chroantha ornatula ist eine polyphage Wanzenart. Man findet sie an Agriophyllum, an Salzkräutern (Salsola), an Soden (Suaeda), an Sesbania, an Arabischer Gummi-Akazie (Vachellia nilotica), an Süßer Akazie (Vachellia farnesiana) und an Zygophyllum. Die Wanzenart verursacht in Pistazienplantagen Fraßschäden. Es gibt gewöhnlich zwei Generationen pro Jahr. Die Imagines und Nymphen überwintern.